# Cornélis de Witt (Frans politicus)
Cornélis Henri (Cornélis) de Witt (Parijs, 1828 - 1889) was een Frans politicus. Hij was afgevaardigde van de departement Calvados. Tijdens de Derde republiek was hij van 20 juli 1874 tot 9 maart 1875 staatssecretaris op het ministerie van Binnenlandse Zaken in de regering van Ernest Courtot Cissey. 
Cornélis was een zoon van Willem Cornelis de Witt (geb. Amsterdam, 1781) en Susanna Carolina Temminck (geb. Amsterdam, 1790).
Hij was getrouwd met Pauline Guizot, beter bekend als Pauline de Witt (1831-1874), dochter van François Guizot (1787-1874). Zijn broer Conrad de Witt (1824-1909) was getrouwd met Paulines zuster Henriette Guizot.
- Biblioteca Nacional de España: XX1496004
- Bibliothèque nationale de France: cb127366967 (data)
- Gemeinsame Normdatei: 101924763
- International Standard Name Identifier: 0000 0001 1470 5851
- Nederlandse Thesaurus van Auteursnamen: 181906805
- Système universitaire de documentation: 080449271
- Virtual International Authority File: 34832196
- WorldCat: E39PBJtcDhGJ3wBKvKvGPBjBfq